# Episodi di Game Shakers (terza stagione)
La terza ed ultima stagione della serie televisiva Game Shakers è andata in onda negli Stati Uniti D’America dal 10 febbraio 2018 all'8 giugno 2019 su Nickelodeon.
In Italia la stagione è stata trasmessa su Nickelodeon dal 18 giugno 2018 al 19 giugno 2019.
| N. | Codice di prod. | Titolo originale            | Titolo italiano                   | Prima TV USA     | Prima TV Italia  |
| -- | --------------- | --------------------------- | --------------------------------- | ---------------- | ---------------- |
| 1  | 308             | Babe Loves Danger           | Un San Valentino a super velocità | 9 febbraio 2018  | 21 giugno 2018   |
| 2  | 301             | Lumples                     | Un giocattolo misterioso          | 18 febbraio 2018 | 18 giugno 2018   |
| 3  | 302             | Subway Girl                 | La ragazza della metro            | 25 febbraio 2018 | 18 giugno 2018   |
| 4  | 303             | Snackpot!                   | La Snackpot                       | 4 marzo 2018     | 19 giugno 2018   |
| 5  | 304             | Babe & The Boys             | Un ragazzo per Babe               | 11 marzo 2018    | 19 giugno 2018   |
| 6  | 306             | Escape from Utah!           | Fuga dallo Utah                   | 1º aprile 2018   | 20 giugno 2018   |
| 7  | 305             | Super Ugly Head             | Una statua orribile               | 8 aprile 2018    | 20 giugno 2018   |
| 8  | 310             | Snoop Therapy               | Terapia di gruppo                 | 30 marzo 2019    | 27 novembre 2018 |
| 9  | 307             | Hot Bananas                 | Banane esplosive                  | 6 aprile 2019    | 26 novembre 2018 |
| 10 | 309             | Flavor City                 | Caos a Flavor City                | 13 aprile 2019   | 10 giugno 2019   |
| 11 | 311             | Wet Willy's Wild Water Park | Questione di coraggio             | 20 aprile 2019   | 28 novembre 2018 |
| 12 | 312             | Demolition Dollhouse        | Demolisci la casa delle bambole   | 27 aprile 2019   | 11 giugno 2019   |
| 13 | 313             | Hungry Hungry Hypno         | L'ipnotista                       | 4 maggio 2019    | 12 giugno 2019   |
| 14 | 314             | Breaking Bad News           | La TV più costosa del mondo       | 11 maggio 2019   | 13 giugno 2019   |
| 15 | 315             | Bug Tussle                  | Weekend a Sohò                    | 25 maggio 2019   | 14 giugno 2019   |
| 16 | 318             | Why Tonya?                  | Tonya, perché??                   | 25 maggio 2019   | 18 giugno 2019   |
| 17 | 316             | Boy Band Cat Nose           | Le narici del gatto               | 1º giugno 2019   | 17 giugno 2019   |
| 18 | 317             | He's Back                   | Corteggiatori                     | 8 giugno 2019    | 19 giugno 2019   |

## Un San Valentino a super velocità
- Titolo originale: Babes Loves Danger

### Trama
Babe scopre che per San Valentino Henry Hart verrà a trovarla e allora cerca di essere perfetta per quando il ragazzo la verrà a trovare. È il giorno di San Valentino, ed Henry va alla Game Shakers, ma il gruppo rimane sorpreso quando Henry porta con sé una sua amica di nome Valery e tutti credono che sia la sua ragazza, quindi Babe diventa triste e se ne va via. Babe sale poi su una Zipper Car (una macchina senza autista ma con il volante automatico), ma la macchina perde il controllo. Kenzie riceve una chiamata da Babe la quale dice che si trova sulla Zipper Car e che non riesce più a fermarsi. Allora Henry si trasforma in Kid Danger e la va a salvare, distrugge il Tom-Tom della Zipper Car e alla fine lui regala a Babe una rosa rossa trovata in macchina lasciata da qualcuno tempo prima e si dividono la "cena", mangiando una barretta di cioccolato di Babe e bevendo l'acqua della Zipper Car.

## Un giocattolo misterioso
- Titolo originale: Lumples

### Trama
Hudson a causa della sua tosse secca deve prendere una bevanda creata da Double G, con un po' di polvere d'oro; Hudson ne assume un po' troppo e diventa di color giallo oro, ma non sa che deve restituire tutto l'oro a Double G; Triple G, Babe e Kenzie sono impegnati con una compagnia di giocattoli per realizzare assieme a loro un videogioco su un giocattolo, ma la direttrice della compagnia dei giocattoli non vuole far vedere il Lumple e allora il collega della direttrice manda la Game Shakers a casa della direttrice, ma una volta arrivati trovano la figlia della direttrice che è una karateka di cintura nera e li picchia cacciandoli di casa facendogli fare un volo fuori dalla finestra. Riescono comunque a prendere il Lumple e così riescono a creare finalmente il videogioco sul Lumple.

## La ragazza della metro
- Titolo originale: Subway Girl

### Trama
Babe si mette a ballare nella metro, ma Dub vede un suo video in cui Babe balla e si ingelosisce così sfida Babe, ma la ragazza rifiuta la sfida. Dub allora le dice che tornerà per far in modo di dimostrarle che è il miglior ballerino di New York e così durante la festa del ballo scolastico di Trip, Dub entra e sfida Babe. La ragazza questa volta accetta la sfida e Dub e Babe si mettono a ballare non accorgendosi delle ore che passano

## La Snackpot
- Titolo originale: Snackpot!

### Trama
Hudson compra la Snackpot, una macchina che sceglie lo snack adatto per te. Allora la porta in metropolitana per far in modo che la gente compri gli snack. Però Dub la vede e impazzisce perché vorrebbe tanto avere la sua bibita preferita, e così ci prova e ci riprova ma non ci riesce, ma quando un ragazzo con la sedia a rotelle riesce ad averla, Dub si mette a discutere con la madre del ragazzo e i due finiscono col litigare. Intanto il gruppo ha a che fare con le Fangs, il gruppo di ribelli in cui da ragazzina faceva parte Babe e che ha picchiato Hudson, che snudiscono e rinchiudono in un sacco Kenzie alla Game Shakers derubando la sede.

## Un ragazzo per Babe
- Titolo originale: Babe & The Boys

### Trama
Babe spera di trovare il giusto ragazzo per lei grazie ad un'app per appuntamenti sviluppata da Kenzie.

## Fuga dallo Utah
- Titolo originale: Escape from Utah!

### Trama
Babe, Kenzie e Hudson pranzano al Debiech e Hudson trova una patatina rara, poi entra Triple G perché subito gli urla contro a causa del fatto che ha lasciato la porta di casa aperta e ha fatto fuggire il suo Allosaurus domestico, che grazie a Bunny è tornato.

## Una statua orribile
- Titolo originale: Super Ugly Head

### Trama
La città di New York decide di rendere omaggio a Double G, per i suoi meriti musicali, collocando una sua statua in una stazione della metropolitana.

## Terapia di gruppo
- Titolo originale: Snoop Therapy

### Trama
I Game Shakers non vanno d'accordo, quindi Dub consiglia di vedere il suo terapeuta Snoop Dogg che per farli riappacifcare li rinchiude nel suo ufficio.

## Banane esplosive
- Titolo originale: Hot Bananas

### Trama
Trip diventa depresso dopo aver perso una grande battaglia di videogiochi con un bambino di 7 anni al del hole il locale da vicolo che trip nella stagione 1  ha battuto  icon

## Caos a Flavor City
- Titolo originale: Flavor City

### Trama
Dub ottiene i biglietti per una performance VIP del musical più hot di tutti i tempi - Flavor City. Ma i posti sono in seconda fila.

## Questione di coraggio
- Titolo originale: Wet Willy's Wild Water Park

### Trama
I Game Shakers visitano il Wet Willy's Wild Water Park nel suo ultimo giorno e cercano di battere il record di velocità di tutti i tempi della velocità di 87 miglia orari (percorsi da Gibby Gibson, coprotagonista di iCarly interpretato da Noah Munch, serie dello stesso regista) per uno scivolo d'acqua estremamente pericoloso, il Big Ripper scivolo del New Jersey e termina con Babe che fino ad allora aveva paura di scendere ma che alla fine batte il recond, senza acqua perché che il parco ha chiuso raggiungendo la velocità di 88 miglia orari, bagnandosi di burro per scivolare di più.

## Demolisci la casa delle bambole
- Titolo originale: Demolition Dollhouse

### Trama
Kenzie riceve l'aiuto di Babe per individuare il ragazzo che le ha salutato sulla metropolitana, Jeremy, mentre Trip e Hudson sono diventati ossessionati da una casa delle bambole modello creata per un'idea di gioco che dovrebbero distruggere ma che presto la renderanno la loro casa dei sogni.

## L'ipnotista
- Titolo originale: Hungry Hungry Hypno

### Trama
Kenzie viene ipnotizzata dall'essere molto affamata dopo che i Game Shakers l'hanno portata da un ipnotizzatore per il suo compleanno. Intanto Dub cerca, aiutato da Bunny e Roothless, un regalo per Kenzie, e Hudson si vede con una ragazza. Ma quando per sbloccare l'ipnosi di Kenzie lui la deve baciare, decide di non tradire la ragazza.

## La TV più costosa del mondo
- Titolo originale: Breaking Bad News

### Trama
Babe rompe accidentalmente la costosissima nuova televisione di Dub che costa 2 milioni di dollari (Epiphany) e la Game shakers deve capire come dargli la brutta notizia.

## Weekend a Sohò
- Titolo originale: Bug Tussle

### Trama
Dopo che Dub ha accidentalmente lasciato indietro Trip durante un viaggio a Las Vegas, i Game Shakers portano Trip nel mitico appartamento di Dub a Soho per mostrare a lui un buon momento, ma succederanno cose che sconvolgeranno i loro piani fino a quando Dub si ricorda di lui e lo va a prendere trovandolo chiuso in terrazza sotto la neve mentre Babe incontra i Force Five.

## Tonya, perché??
- Titolo originale: Why Tonya?

### Trama
I Game Shakers vengono appoggiati da un fan che chiede di apportare modifiche a uno dei loro giochi, ma che li minaccia perché ossessionata dal gioco.

## Le narici del gatto
- Titolo originale: Boy Band Cat Nose

### Trama
Dub consiglia a Kenzie di vedere un eccentrico pet chirurgo plastico per aggiustare i buchi nasali del suo enorme gatto, mentre Trip cerca di far entrare Hudson nella boy band di Soho, la Force Five (in quanto uno dei cantanti è ferito ed è in ospedale).

## Corteggiatori
- Titolo originale: He's Back

### Trama
Babe è costretta a scegliere tra due ragazzi (Blake, il cantante dei Force Five, e Mason Kendall, tornato dalla Florida per stare con lei), mentre Trip e Hudson devono acquistare a Double G il famoso orologio di Paul Newman con la sua carta di credito. Dice loro di non spendere più di 20 milioni di dollari. Alla fine mentre Babe deve andare all'appuntamento con Blake trova Henry Hart fuori dalla Game Shakers.